# Умень
Умень (пол. Umień) — село в Польщі, у гміні Ольшувка Кольського повіту Великопольського воєводства.
Населення — 202 особи (2011).
У 1975-1998 роках село належало до Конінського воєводства.

## Демографія
Демографічна структура станом на 31 березня 2011 року:
|          | Загалом | Допрацездатний вік | Працездатний вік | Постпрацездатний вік |
| -------- | ------- | ------------------ | ---------------- | -------------------- |
| Чоловіки | 93      | 14                 | 66               | 13                   |
| Жінки    | 109     | 17                 | 56               | 36                   |
| Разом    | 202     | 31                 | 122              | 49                   |